# Moussa Wagué
Moussa Wagué (Bignona, 4 ottobre 1998) è un calciatore senegalese, difensore del Panserraïkos.

## Carriera

### Club
Cresciuto nell'Aspire Academy, il 20 ottobre 2016, poche settimane dopo il suo diciottesimo compleanno, si trasferisce all'Eupen, venendo ufficialmente tesserato nel successivo mese di gennaio.
Il 9 agosto 2018 si trasferisce al Barcellona, che mette su di lui una clausola da 100 milioni.
Dopo avere giocato con la squadra B, il 13 aprile 2019 debutta, giocando da titolare, con la prima squadra in occasione dello 0-0 contro l'Huesca.
Gioca 6 partite complessivamente con la prima squadra dei catalani prima di venire ceduto in prestito al Nizza il 31 gennaio 2020.
Il 21 settembre seguente si trasferisce, sempre a titolo temporaneo, al PAOK. Il 13 dicembre, durante il derby perso per 1-0 contro l'Arīs Salonicco, nel tentativo di salvare un gol avversario sbatte il ginocchio destro contro il palo, subendo un gravissimo infortunio e riportando la rottura del tendine rotuleo e del legamento crociato anteriore, posteriore e laterale.
Il 18 luglio 2022, dopo avere trascorso una stagione al Barcellona senza giocare, viene ceduto all'HNK Gorica, con cui firma un annuale; il 9 dicembre seguente si svincola dal club croato.

### Nazionale
Con la nazionale under-20 senegalese ha partecipato alla Coppa d'Africa 2015 e al Mondiale di Nuova Zelanda. Ha esordito con la nazionale maggiore il 23 marzo 2017, nell'amichevole pareggiata per 1-1 contro la Nigeria. Diventato in breve tempo membro fisso della squadra, nel mese di novembre ottiene la qualificazione al Mondiale di Russia 2018. Nel successivo mese di maggio viene convocato per la rassegna iridata. Il 24 giugno 2018 segna il suo primo goal in Nazionale nella partita dei gironi contro il Giappone (terminata poi 2-2), diventando il più giovane marcatore africano nella storia della competizione a 19 anni, 8 mesi e 20 giorni.

## Statistiche

### Presenze e reti nei club
Statistiche aggiornate al 4 marzo 2024.
| Stagione          | Club              | Campionato        | Campionato | Campionato | Coppe nazionali | Coppe nazionali | Coppe nazionali | Coppe continentali | Coppe continentali | Coppe continentali | Supercoppe | Supercoppe | Supercoppe | Totale | Totale |
| Stagione          | Club              | Comp              | Pres       | Reti       | Comp            | Pres            | Reti            | Comp               | Pres               | Reti               | Comp       | Pres       | Reti       | Pres   | Reti   |
| ----------------- | ----------------- | ----------------- | ---------- | ---------- | --------------- | --------------- | --------------- | ------------------ | ------------------ | ------------------ | ---------- | ---------- | ---------- | ------ | ------ |
| gen.-giu. 2017    | Eupen             | D1                | 6+8        | 1          | CB              | 1               | 0               | -                  | -                  | -                  | -          | -          | -          | 15     | 1      |
| 2017-2018         | Eupen             | D1                | 17+9       | 0          | CB              | 2               | 0               | -                  | -                  | -                  | -          | -          | -          | 28     | 0      |
| Totale Eupen      | Totale Eupen      | Totale Eupen      | 40         | 1          |                 | 3               | 0               |                    | -                  | -                  |            | -          | -          | 43     | 1      |
| 2018-2019         | Barcellona B      | SDB               | 20         | 2          | -               | -               | -               | -                  | -                  | -                  | -          | -          | -          | 20     | 2      |
| 2018-2019         | Barcellona        | PD                | 3          | 0          | CR              | 0               | 0               | UCL                | 0                  | 0                  | SS         | 0          | 0          | 3      | 0      |
| 2019-gen. 2020    | Barcellona        | PD                | 1          | 0          | CR              | 0               | 0               | UCL                | 2                  | 0                  | SS         | 0          | 0          | 3      | 0      |
| gen.-giu. 2020    | Nizza             | L1                | 5          | 0          | CF+CdL          | -               | -               | -                  | -                  | -                  | -          | -          | -          | 5      | 0      |
| 2020-2021         | PAOK              | SL                | 7          | 0          | CG              | 0               | 0               | UCL+UEL            | 1+4                | 0                  | -          | -          | -          | 12     | 0      |
| 2021-2022         | Barcellona        | PD                | 0          | 0          | CR              | 0               | 0               | UCL+UEL            | 0                  | 0                  | SS         | 0          | 0          | 0      | 0      |
| Totale Barcellona | Totale Barcellona | Totale Barcellona | 4          | 0          |                 | 0               | 0               |                    | 2                  | 0                  |            | 0          | 0          | 6      | 0      |
| 2022-2023         | HNK Gorica        | HNL               | 13         | 0          | CC              | 1               | 0               | -                  | -                  | -                  | -          | -          | -          | 14     | 0      |
| 2023-2024         | Anorthōsis        | A                 | 23+2       | 0          | CC              | 1               | 0               | -                  | -                  | -                  | -          | -          | -          | 26     | 0      |
| Totale carriera   | Totale carriera   | Totale carriera   | 114        | 3          |                 | 5               | 0               |                    | 7                  | 0                  |            | -          | -          | 126    | 3      |

### Cronologia presenze e reti in nazionale
| Cronologia completa delle presenze e delle reti in nazionale ― Senegal | Cronologia completa delle presenze e delle reti in nazionale ― Senegal | Cronologia completa delle presenze e delle reti in nazionale ― Senegal | Cronologia completa delle presenze e delle reti in nazionale ― Senegal | Cronologia completa delle presenze e delle reti in nazionale ― Senegal | Cronologia completa delle presenze e delle reti in nazionale ― Senegal | Cronologia completa delle presenze e delle reti in nazionale ― Senegal | Cronologia completa delle presenze e delle reti in nazionale ― Senegal |
| Data                                                                   | Città                                                                  | In casa                                                                | Risultato                                                              | Ospiti                                                                 | Competizione                                                           | Reti                                                                   | Note                                                                   |
| ---------------------------------------------------------------------- | ---------------------------------------------------------------------- | ---------------------------------------------------------------------- | ---------------------------------------------------------------------- | ---------------------------------------------------------------------- | ---------------------------------------------------------------------- | ---------------------------------------------------------------------- | ---------------------------------------------------------------------- |
| 23-3-2017                                                              | Londra                                                                 | Nigeria                                                                | 1 – 1                                                                  | Senegal                                                                | Amichevole                                                             | -                                                                      |                                                                        |
| 6-6-2017                                                               | Dakar                                                                  | Senegal                                                                | 0 – 0                                                                  | Uganda                                                                 | Amichevole                                                             | -                                                                      |                                                                        |
| 10-6-2017                                                              | Dakar                                                                  | Senegal                                                                | 3 – 0                                                                  | Guinea Equatoriale                                                     | Qual. Coppa d'Africa 2019                                              | -                                                                      | 34’                                                                    |
| 2-9-2017                                                               | Dakar                                                                  | Senegal                                                                | 0 – 0                                                                  | Burkina Faso                                                           | Qual. Mondiali 2018                                                    | -                                                                      |                                                                        |
| 5-9-2017                                                               | Ouagadougou                                                            | Burkina Faso                                                           | 2 – 2                                                                  | Senegal                                                                | Qual. Mondiali 2018                                                    | -                                                                      | 64’                                                                    |
| 7-10-2017                                                              | Praia                                                                  | Capo Verde                                                             | 0 – 2                                                                  | Senegal                                                                | Qual. Mondiali 2018                                                    | -                                                                      |                                                                        |
| 14-11-2017                                                             | Dakar                                                                  | Senegal                                                                | 2 – 1                                                                  | Sudafrica                                                              | Qual. Mondiali 2018                                                    | -                                                                      |                                                                        |
| 27-3-2018                                                              | Dakar                                                                  | Senegal                                                                | 0 – 0                                                                  | Bosnia ed Erzegovina                                                   | Amichevole                                                             | -                                                                      | 82’                                                                    |
| 31-5-2018                                                              | Lussemburgo                                                            | Lussemburgo                                                            | 0 – 0                                                                  | Senegal                                                                | Amichevole                                                             | -                                                                      |                                                                        |
| 11-6-2018                                                              | Grödig                                                                 | Senegal                                                                | 2 – 0                                                                  | Corea del Sud                                                          | Amichevole                                                             | -                                                                      |                                                                        |
| 19-6-2018                                                              | Mosca                                                                  | Polonia                                                                | 1 – 2                                                                  | Senegal                                                                | Mondiali 2018 - 1º turno                                               | -                                                                      |                                                                        |
| 24-6-2018                                                              | Ekaterinburg                                                           | Senegal                                                                | 2 – 2                                                                  | Giappone                                                               | Mondiali 2018 - 1º turno                                               | 1                                                                      |                                                                        |
| 28-6-2018                                                              | Samara                                                                 | Senegal                                                                | 0 – 1                                                                  | Colombia                                                               | Mondiali 2018 - 1º turno                                               | -                                                                      | 74’                                                                    |
| 23-3-2019                                                              | Dakar                                                                  | Senegal                                                                | 2 – 0                                                                  | Madagascar                                                             | Qual. Coppa d'Africa 2019                                              | -                                                                      |                                                                        |
| 16-6-2019                                                              | Ismailia                                                               | Senegal                                                                | 1 – 0                                                                  | Nigeria                                                                | Amichevole                                                             | -                                                                      | Uscita                                                                 |
| 23-6-2019                                                              | Il Cairo                                                               | Senegal                                                                | 2 – 0                                                                  | Tanzania                                                               | Coppa d'Africa 2019 - 1º turno                                         | -                                                                      |                                                                        |
| 27-6-2019                                                              | Il Cairo                                                               | Senegal                                                                | 0 – 1                                                                  | Algeria                                                                | Coppa d'Africa 2019 - 1º turno                                         | -                                                                      |                                                                        |
| 14-7-2019                                                              | Il Cairo                                                               | Senegal                                                                | 1 – 0 dts                                                              | Tunisia                                                                | Coppa d'Africa 2019 - Semifinale                                       | -                                                                      | 110’                                                                   |
| 13-11-2019                                                             | Thiès                                                                  | Senegal                                                                | 2 – 0                                                                  | Rep. del Congo                                                         | Qual. Coppa d'Africa 2021                                              | -                                                                      |                                                                        |
| 11-11-2020                                                             | Thiès                                                                  | Senegal                                                                | 2 – 0                                                                  | Guinea-Bissau                                                          | Qual. Coppa d'Africa 2021                                              | -                                                                      |                                                                        |
| 15-11-2020                                                             | Bissau                                                                 | Guinea-Bissau                                                          | 0 – 1                                                                  | Senegal                                                                | Qual. Coppa d'Africa 2021                                              | -                                                                      |                                                                        |
| Totale                                                                 |                                                                        | Presenze                                                               | 21                                                                     |                                                                        | Reti                                                                   | 1                                                                      |                                                                        |

## Palmarès
- Campionato spagnolo: 1

Barcellona: 2018-2019